# كينغسلي شيندلر
كينغسلي شيندلر (بالإنجليزية: Kingsley Schindler)‏ (12 يوليو 1993 في ألمانيا - ) هو لاعب كرة قدم غاني في مركز الدفاع. لعب مع نادي هوفنهايم.

## وصلات خارجية
- كينغسلي شيندلر على موقع اتحاد تركيا (لاعب) (الإنجليزية)
- كينغسلي شيندلر على موقع قاعدة بيانات كرة القدم.إي يو (الإنجليزية)
- كينغسلي شيندلر على موقع Soccerway.com (الإنجليزية)
- كينغسلي شيندلر على موقع عالم كرة القدم.نت (الإنجليزية)